# Gliese 581 c

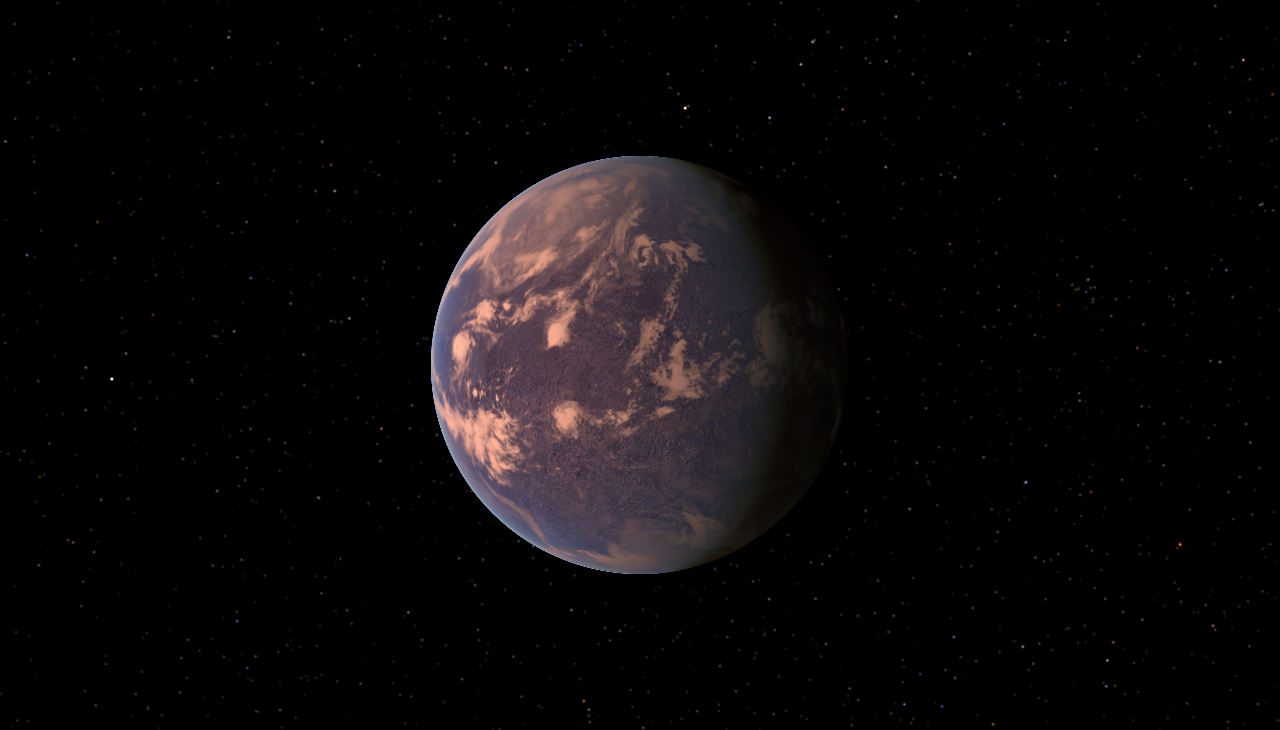
Künstlerische Darstellung von Gliese 581 c

Gliese 581 c ist einer von mindestens drei nachgewiesenen Exoplaneten (Gliese 581 b, c und e), der den Roten Zwerg Gliese 581 umkreist. Er befindet sich möglicherweise in der bewohnbaren Zone seines Planetensystems, das heißt in dem Bereich, in dem Wasser aufgrund der vorherrschenden Temperaturen dauerhaft und in hinreichenden Mengen im flüssigen Zustand existieren kann. Der Exoplanet liegt im Sternbild Waage, etwa 20,4 Lichtjahre (etwa 193 Billionen Kilometer) entfernt von der Erde.

## Eigenschaften

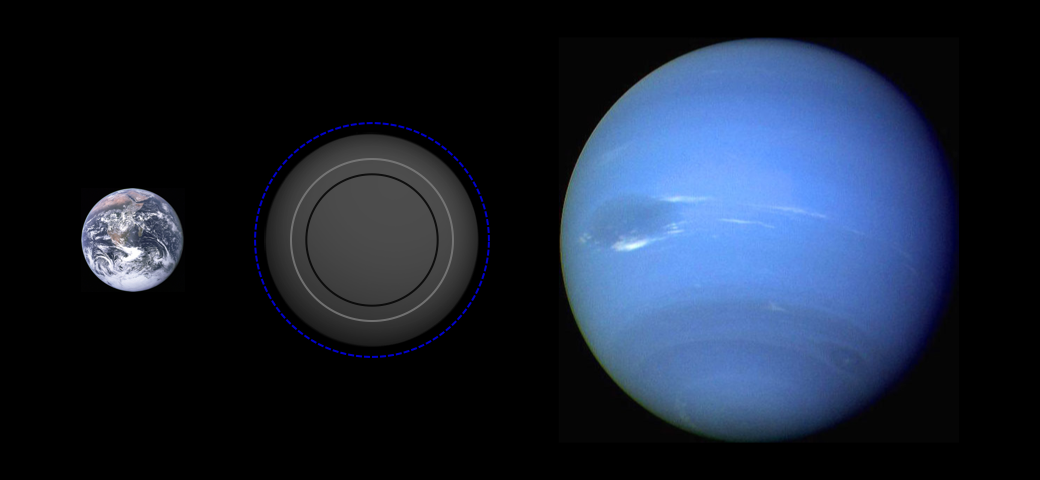
Die vermutete Größe von Gliese 581 c im Vergleich zur Erde (links) und Neptun (rechts).

Er benötigt rund 13 Erdentage für einen Umlauf um das Zentralgestirn, von dem ihn nur 1⁄14 der Erde-Sonne-Entfernung trennt. Die Messungen der Entdecker von der Universität Genf liefern für Gliese 581 c eine Mindestmasse, die etwa dem Fünffachen der Erde entspricht.
Mit einer Modelltemperatur von −3 bis +40 °C ist Gliese 581 c der erste entdeckte Planet, auf dem Temperaturen wie auf der Erde herrschen könnten. Die genannten Temperaturwerte sind Schätzungen, in denen die Reflexionseigenschaften (Albedo, ein dunkler Gegenstand heizt sich im Sonnenlicht stärker auf als ein heller) von Venus und Erde angenommen wurden. Diese Gleichgewichtstemperatur berücksichtigt eine etwaige gebundene Rotation nicht, in diesem Fall würden die Hemisphärentemperaturen stark von diesem Wert abweichen. Im Falle einer Atmosphäre wäre die tatsächliche Oberflächentemperatur außerdem durch einen natürlichen Treibhauseffekt erhöht, der von der spektralen Strahlungsverteilung des Zentralsterns und der Atmosphärenzusammensetzung abhängt. Neuere Kreisbahn- und Klimaberechnungen deutscher Wissenschaftler lassen vermuten, dass der Planet zu heiß ist, um erdähnliche Lebensformen zu beherbergen.
Die Rotation des Planeten ist möglicherweise an seinen Umlauf um seinen Zentralstern gebunden: Eine Seite wäre demnach immer dem Zentralstern zugewandt, die andere immer abgewandt. Dadurch wäre der Planet extremen klimatischen Bedingungen ausgesetzt, die ihn in eine kalte Nacht- und in eine unbewohnbare Tagseite aufteilen. Atmosphärische Strömungen könnten auf der kalten Seite zwar Leben ermöglichen, wahrscheinlicher wäre jedoch, dass diese sternenabgewandte Seite mit Eis bedeckt ist.
Das Alter des Planeten wird wie das des Gesamtsystems Gliese 581 auf ein Alter von 4,3 Milliarden Jahre geschätzt; zum Vergleich: Die Erde entstand vor rund 4,57 Milliarden Jahren.

## Umlaufbahn
Gliese 581 c umkreist seinen Stern innerhalb von 13 Tagen in einer Entfernung von 11 Millionen km (zum Vergleich Daten der Erdbahn: 365 Tage, 150 Millionen km).
Tatsächlich beobachtet wurde hierbei nur die Umlaufzeit von 13 Tagen; die Entfernung wurde daraus und aus der angenommenen Masse des Sternes berechnet. Genaugenommen handelt es sich bei den 11 Millionen km um die große Halbachse der Bahn; im Fall einer stärker elliptischen Bahn würde die Bahn teils näher, teils ferner verlaufen (vergleiche Keplersche Gesetze).
Aufgrund der geringen Entfernung würde der Stern am Himmel des Planeten etwa fünfmal so groß erscheinen wie Sonne oder Mond am Himmel der Erde.

## Entdeckung

Bewegung von Planet und Stern um den gemeinsamen Schwerpunkt. Gemessen wird die Bewegung des Sterns.

Der Planet wurde von einem Team unter der Leitung Stéphane Udrys vom Genfer Observatorium mit einem Teleskop im La-Silla-Observatorium in Chile entdeckt. Dasselbe Team hatte bereits Gliese 581 b entdeckt. Die Entdeckung wurde am 24. April 2007 veröffentlicht.
Entdeckt wurde Gliese 581 c durch die Radialgeschwindigkeitsmethode (siehe auch Abbildung). Aufgrund der bisher vorliegenden Erkenntnisse kann über die tatsächliche Beschaffenheit des Exoplaneten nur spekuliert werden, da ein großes Maß unbekannter Faktoren vorliegt, die sich in derzeitigen Berechnungen niederschlagen.

## Flüssiges Wasser
Gliese wird zwar in der bewohnbaren Zone vermutet, wo flüssiges Wasser, die Grundvoraussetzung für Leben nach menschlichem Verständnis, existieren könnte. Dennoch konnte bisher kein direkter Beweis für diese These erbracht werden. Man will aber mit den Methoden, mit denen man auch bei HD 209458 b Wasserdampf nachweisen konnte, nun auch Gliese 581 c untersuchen. Doch selbst im Falle eines Nachweises von Wasserdampf ist kaum mit dem Vorhandensein von Leben zu rechnen, da das Zentralgestirn Gliese 581 ein veränderlicher Roter Zwergstern ist, der in unregelmäßigen Abständen Röntgenstrahlungsausbrüche zeigt, welche die für irdisches Leben tödliche Dosis oft übertreffen (BY-Draconis-Veränderlicher).